# رأس الجوزة (موسيقى)

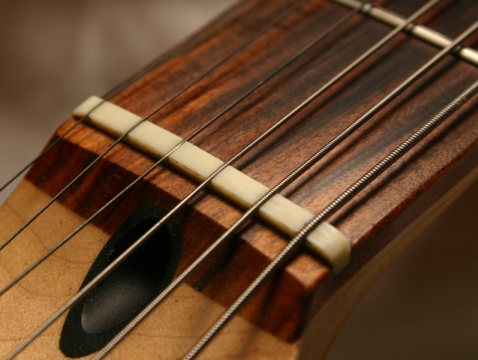
رأس الجوزة على جيتار كلاسيكي

رأس الجوزة أو الجوزة هي قطعة صغيرة من مادة صلبة وتقوم بدعم الأوتار في نهاية الرقبة وعند بداية مقدمة الآلة، وتكون الجوزة مصممة ليتسع كل وتر فيها بشكل دقيق، وتكون مثبتة على الجيتار بنفس مستوى الجسر.